# ابن قندس
تقي الدين أبو الصِّدْق أبو بكر بن إبراهيم بن يوسف البَعْلي ثم الصالحي ثم الدمشقي، المعروف بـ ابن قُنْدُس، (809هـ - 10 محرم 861هـ) شيخ الحنابلة في وقته. كان عالما بالفقه وأصوله والتفسير والفرائض والعربية والمنطق والمعاني والبيان.

## سيرته
ولد ببعلبك سنة 809هـ. تفقه في المذهب الحنبلي، وحفظ المقنع وعني بعلم الحديث كثيرا، من مشايخه شرف الدين بن مفلح، ويوسف الرومي، وابن أبي الجوف، وكان مفننا في العلوم، ذا ذهن ثاقب، تتلمذ على يديه جماعة وانتفعوا به، منهم شيخ المذهب علاء الدين المرداوي، وتقي الدين الجراعي، وغيرهما من الأعلام. توفي بدمشق سنة 861هـ.

## شيوخه
- تاج الدين بن بَرْدِس
- ابن العصياتي
- شرف الدين بن مفلح
- عبد الرحمن بن أبي بكر بن داود الحنبلي
- عز الدين عبد العزيز بن علي البغدادي

## تلاميذه
وقد أخذ العلم عنه جماعة:
- علاء الدين المرداوي
- تقي الدِّين الجراعيُّ وغيرهم

## مؤلفاته
- حاشية على الفروع، لابن مفلح، في مجلد ضخم.
- حاشية على المحرر.